# Chrostosoma echemus
Chrostosoma echemus là một loài bướm đêm thuộc phân họ Arctiinae, họ Erebidae.